# Scooby-Doo 2: Nespoutané příšery
Scooby-Doo 2: Nespoutané příšery (v anglickém originále Scooby-Doo 2: Monsters Unleashed) je americký komediálně-mysteriózní film z roku 2004 režiséra Raji Gosnella, natočený na motivy stejnojmenných animovaných seriálů studia Hanna-Barbera. Scénář napsal James Gunn, v hlavních rolích se představili Freddie Prinze Jr., Sarah Michelle Gellar, Matthew Lillard, Linda Cardellini a Seth Green. Snímek pojednává o skupině čtyř mladých lidí, kteří společně s mluvícím psem Scoobym řeší záhadu oživlých příšer. Snímek je sequelem filmu Scooby-Doo z roku 2002.

## Příběh
Fred, Daphne, Velma, Shaggy a Scooby-Doo se při příležitosti otevření Coolsvillského kriminologického muzea (v originále Coolsonian Criminology Museum) účastní vernisáže výstavy, která výstavou kostýmů jednotlivých pachatelů připomíná vyřešené záhady jejich společnosti Záhady s.r.o. (v originále Mystery, Inc.). Akci však přeruší maskovaný muž, který pomocí oživlého Pteroduchtyla (v originále Pterodactyl Ghost) ukradne dva kostýmy. Celou partu poté zesměšní novinářka Heather Jasper Howeová, která proti nim zahájí pomlouvačnou kampaň. Skupina dojde k závěru, že za vším stojí nějaký starý nepřítel toužící po pomstě, a začne se vracet ke starým případům. Odmítnou původního Pteroduchtyla, doktora Jonathana Jacoba, protože údajně zemřel při nezdařeném útěku z vězení před třemi lety, a podezřívají Jeremiaha Wicklese, původního Přízračného rytíře (v originále Black Knight Ghost) a Jacobova spoluvězně, který byl nedávno z nápravného zařízení propuštěn. Poté, co Scooby a Shaggy zaslechnou, jak zbytek party kritizuje jejich tendenci zpackat každou operaci, a zejména jejich poslední akci v muzeu, kdy se jim nepodařilo zajistit Pteroduchtyla, rozhodnou se polepšit a začít jednat jako skuteční detektivové.
Při vstupu do Wicklesova sídla skupina propadne padacími dveřmi a spadne do klece pro nevítané hosty, ale s pomocí kosmetiky Daphne se jim podaří uniknout. V domě najde parta starobylý keltský text, který slouží jako návod, jak kombinací magie a vědy vytvářet příšery. Scooby a Shaggy najdou vzkaz zvoucí Wicklese k návštěvě baru Klamný duch (v originále Faux Ghost), jsou ale napadeni Přízračným rytířem. Uniknou mu, když ho Daphne zažene, zatímco Velma objeví jeho slabé místo a zneškodní ho. Před útěkem zbytek party díky knize nalezené ve Wicklesově sídle zjistil, že klíčovou ingrediencí k vytvoření příšer je látka zvaná randamonium (v originále randomonium), vedlejší produkt některých stříbrných dolů, například opuštěného dolu v Coolsvillu. Daphne, Velma a Fred se vydají do muzea v doprovodu kurátora Patricka Wiselyho, ale zjistí, že i zbytek kostýmů byl mezitím ukraden. Heather Jasper Howeová proti Záhadám s.r.o. poštve svými televizními reportážemi celé město.
Na základě Wicklesova vzkazu si Scooby a Shaggy vezmou převleky a vydají se do Klamného ducha. Tam zjistí, že se zde scházejí všichni padouši, které Záhady s.r.o. v minulosti odhalily. Po rozhovoru s Wicklesem se dozvědí, že zanechal svého zlého jednání. Scooby si jde v baru zatančit, ale jeho převlek spadne, takže oba musí utéct skrze odpadky. Cestou ven zahlédnou Patricka, jak nezvykle vyhrožuje někomu, kdo vypadá jako člen jeho personálu, a přikazuje mu, aby zjistil, kdo mu poničil muzeum. Scooby a Shaggy uniknou trapnému rozhovoru s Patrickem, všimnou si Wicklese, jak odchází z baru, a vydají se za ním. Daphne, Velma a Fred se vydají do dolu a najdou Wicklese, jak skupině investorů představuje plány na jeho přeměnu v letní dětský tábor. Když Wicklese konfrontují, uvede, že se s Jacobem z různých malicherných důvodů nenáviděli a že s loupežemi v muzeu nemá nic společného.
Parta pak najde v dole zařízení, kde kostýmy ožívají do podoby skutečných příšer. Shaggy a Scooby si hrají s ovládacím panelem stroje, omylem oživí několik kostýmů a parta musí i s panelem uprchnout, zatímco maskovaný muž terorizuje s příšerami město. Při útěku do své staré středoškolské klubovny si skupina uvědomí, že může změnit zapojení ovládacího panelu tak, že zničí příšery. Z nedalekého jezera se však vynoří přízrak kapitána Cutlera a donutí partu vrátit se zpět do dolu, přičemž cestou narazí na různá monstra. Když se Velma pokusí dát Scoobymu a Shaggymu ovládací panel, odmítnou si ho vzít v domnění, že tím opět všechno zničí, a přiznají si pocit nedostatečnosti ve srovnání se zbytkem party. Velma je přesvědčí, že mají být takoví, jací jsou, a že oba byli po celou dobu svým způsobem hrdinové. Po útěku od Kostrounů (v originále Skeleton Men) najde Velma svatyni věnovanou Jacobovi, kterou postavil Patrick. Ten ji tam nalezne, ale prokáže svou nevinu tím, že jí pomůže, když se pod ní propadne lávka; je však zajat Pteroduchtylem.
Asfaltodlak (v originále Tar Monster) zajme všechny kromě Scoobyho, který pomocí hasicího přístroje zmrazí jeho tělo, takže se skupina může nakonec postavit maskovanému muži. Znovu připojí ovládací panel a aktivuje ho, čímž se příšery promění zpět v kostýmy. Parta odvede maskovaného muže k policistům, přičemž Velma a Daphne ho odmaskují jako Heather Jasper Howeovou. Velma jí ale strhne umělý obličej a odhalí, že Heather ve skutečnosti vždy byl převlečený Jonathan Jacobo, který přežil svůj útěk z vězení. Velma vysvětlí, že si uvědomila, že Jacobo je stále naživu, když našla novinový výstřižek, na němž je zobrazen před muzeem, jehož stavba začala až rok po jeho zdánlivé smrti. Jacobo je i se svým komplicem, kameramanem Nedem, znovu zatčen a Záhady s.r.o. opět všichni chválí jako hrdiny. Parta poté oslavuje své vítězství s napravenými zločinci u Klamného ducha.

## Obsazení

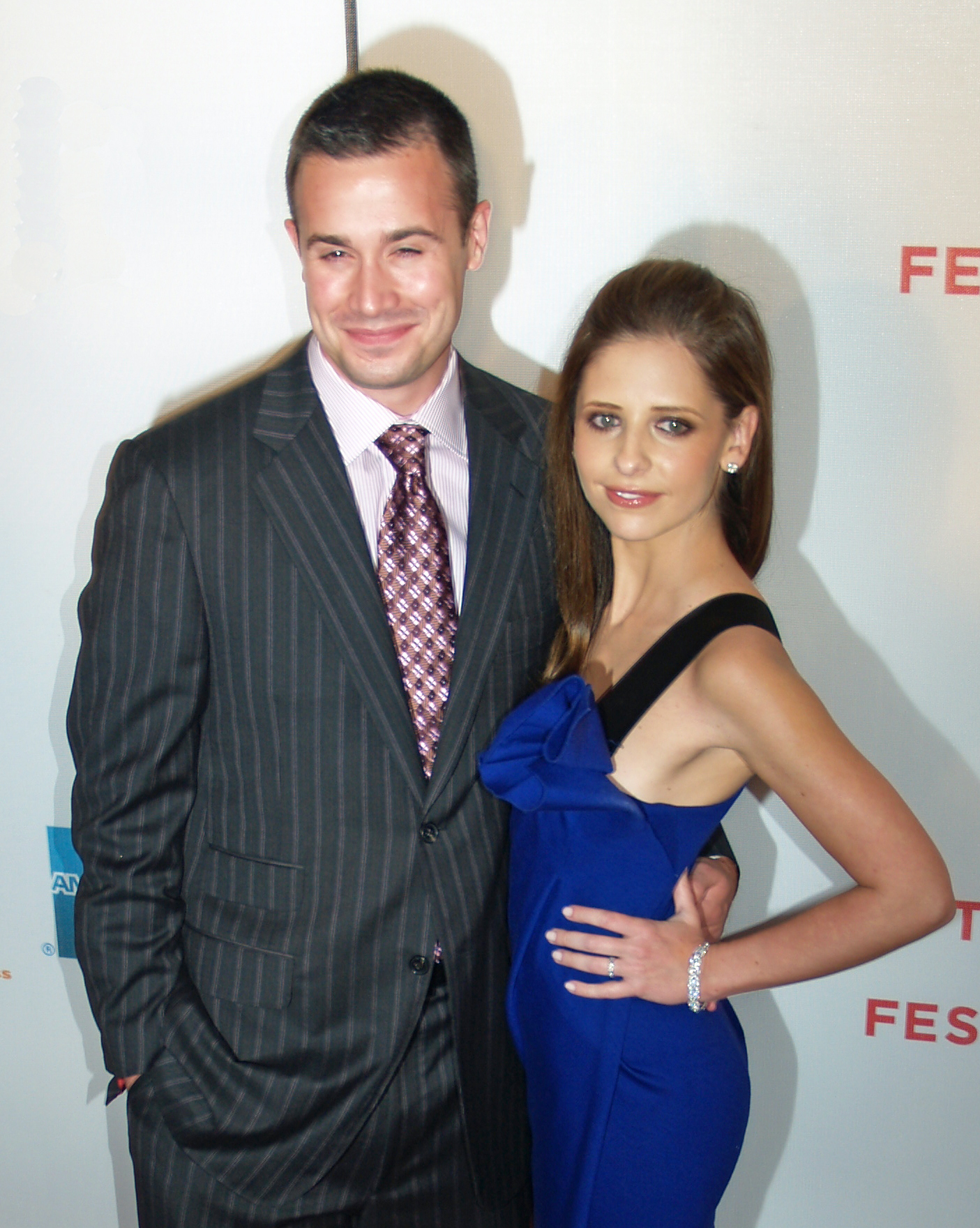
Manželský pár Freddie Prinze Jr. a Sarah Michelle Gellar ztvárnili ve filmu Freda a Daphne

- Freddie Prinze Jr. (český dabing: Pavel Vondra) jako Fred Jones
- Sarah Michelle Gellar (český dabing: Jana Mařasová) jako Daphne Blakeová
- Matthew Lillard (český dabing: Antonín Navrátil) jako Shaggy Rogers
- Linda Cardellini (český dabing: Hana Krtičková) jako Velma Dinkleyová
- Seth Green (český dabing: Filip Švarc) jako Patrick Wisely
- Peter Boyle (český dabing: Dalimil Klapka) jako Jeremiah Wickles
- Tim Blake Nelson (český dabing: Zbyšek Pantůček) jako Jonathan Jacobo
- Alicia Silverstone (český dabing: Jitka Moučková) jako Heather Jasper Howeová

Neil Fanning namluvil animovanou postavu Scoobyho-Doo a cameo animovaného Taze z Looney Tunes. V dalších cameo rolích se ve filmu objevili Ruben Studdard a skupina Big Brovaz.

## Produkce
Krátce po úspěšném uvedení prvního filmu řekl v červnu 2002 ředitel pro distribuci studia Warner Bros., že je v přípravě pokračování snímku, který by měl mít premiéru v roce 2004. Za několik dní zveřejnil web Variety informaci o využití opce ze strany studia na všechny hlavní herce, vrátit se měl rovněž režisér Raja Gosnell i scenárista James Gunn. V březnu 2003 byl snímek oficiálně potvrzen, své role z předchozího filmu si měli zopakovat Freddie Prinze Jr., Sarah Michelle Gellar, Matthew Lillard a Linda Cardellini. Datum premiéry bylo stanoveno na 26. března 2004. Během dubna 2003 byli do dalších rolí obsazeni Seth Green a Alicia Silverstone.

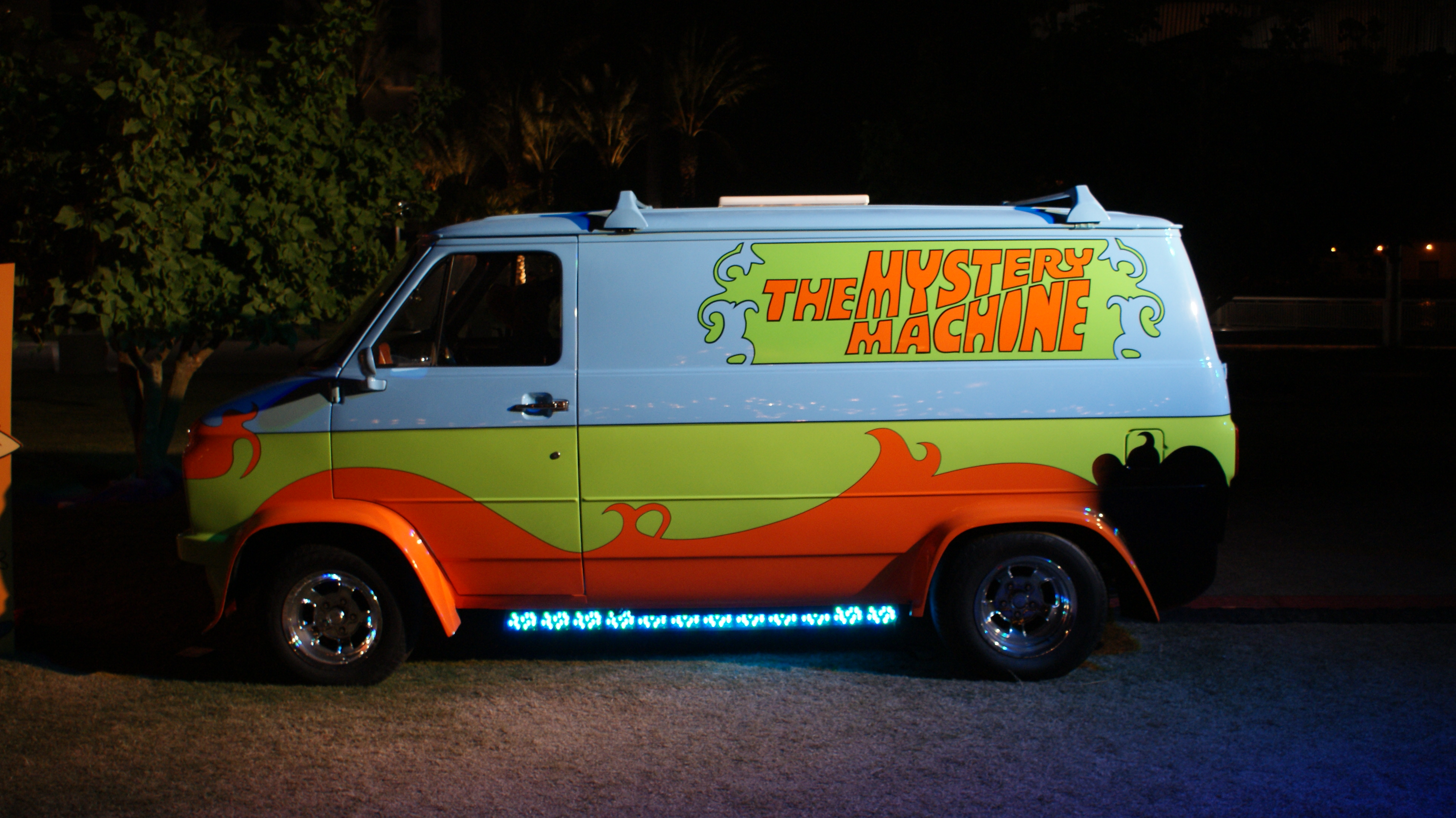
Replika dodávky společnosti Záhady s.r.o. z filmu

Natáčení filmu s rozpočtem 80 milionů dolarů bylo zahájeno 14. dubna 2003 v kanadském Vancouveru a skončilo v červenci 2003. V květnu 2003 získal roli Peter Boyle, zároveň byl zveřejněn předběžný název filmu, který se později stal názvem definitivním. Počítačově animovanou postavu psa Scoobyho namluvil, stejně jako v prvním snímku, Neil Fanning. Hudbu k filmu opět složil David Newman.

### České znění
České znění filmu v překladu Zbyňka Ryby vyrobila společnost LS Productions dabing v roce 2004 pod režijním vedením Alice Hurychové.

## Vydání
Slavnostní premiéra filmu Scooby-Doo 2: Nespoutané příšery se uskutečnila 20. března 2004 v Grauman's Chinese Theatre v Hollywoodu v Los Angeles. Do amerických kin byl snímek uveden 26. března 2004, v dalších zemích byl promítán již od 24. března. V Česku měl film premiéru 22. dubna 2004. Na většině světových trhů byl do kin uveden do konce dubna 2004, jako poslední se jej dočkali diváci v Japonsku, kde měl premiéru 16. října 2004.
V září 2004 vydala společnost Warner Home Video film na VHS a DVD. Na BD byl snímek vydán v listopadu 2010 ve společném balení s prvním filmem. Lokalizovaná verze na DVD vyšla také v Česku.

## Přijetí

### Tržby
V Severní Americe, kde byl promítán v 3312 kinech, utržil snímek 84,2 milionu dolarů, v ostatních zemích dalších 97 milionů dolarů. Celosvětové tržby tak dosáhly 181,2 milionu dolarů. Během úvodního víkendu utržil v Severní Americe přes 29 milionů dolarů.
V České republice byl film uveden distribuční společností Warner Bros. Za první víkend snímek utržil 436 tisíc korun při návštěvnosti 3994 diváků, celkově 2,6 milionu korun při návštěvnosti 25 347 diváků.

### Filmová kritika
Server Rotten Tomatoes udělil snímku známku 4,3/10, a to na základě vyhodnocení 119 recenzí (z toho 26 jich bylo spokojených, tj. 22 %). V konsenzuální kritice uvádí, že „tuto hloupou drobnost si užijí jen ti nejmladší“. Od serveru Metacritic získal film, podle 28 recenzí, celkem 34 ze 100 bodů.

### Ocenění
Snímek získal Zlatou malinu v kategorii Nejhorší remake nebo sequel.

## Související díla
Již během příprav na druhý film schválilo studio Warner Bros. v říjnu 2002 vývoj potenciálního třetího snímku, pro který měli scénář napsat Dan Forman a Paul Foley. V srpnu 2004 prohlásil Matthew Lillard, že žádný třetí díl nebude, neboť „dvojka“ nedokázala zopakovat finanční úspěch „jedničky“. James Gunn v roce 2020 uvedl, že podle poslední dohody z roku 2004 měl třetí film napsat i režírovat, k čemuž ovšem kvůli nedostatečným tržbám druhého dílu nikdy nedošlo. Prozradil také děj snímku: skupinu Záhady s.r.o. si mělo najmout skotské městečko, které bylo sužováno příšerami, ovšem parta měla zjistit, že příšery jsou ve skutečnosti oběťmi.
V letech 2009 a 2010 vznikla s jinými autory i herci dvojice televizních filmů Scooby-Doo: Začátek a Scooby-Doo! Prokletí nestvůry z jezera, které jsou prequely obou celovečerních filmů. Roku 2018 byl natočen samostatný prequel/spin-off s názvem Daphne & Velma.